# 馬克斯峰
76°30′S 125°45′W / 76.500°S 125.750°W
馬克斯峰（英語：Marks Peak）是南極洲的山峰，位於瑪麗伯德地，屬於執委山脈的一部分，海拔高度3,325米，美國地質調查局根據測量和美國海軍拍攝的空中照片繪入地圖，現時由南極條約體系管理。